# Santa Cristina de Arões
Santa Cristina de Arões es una freguesia portuguesa del concelho de Fafe, con 3,55 km² de superficie y 1.352 habitantes (2001). Su densidad de población es de 380,8 hab/km².